# Sarcoplasme

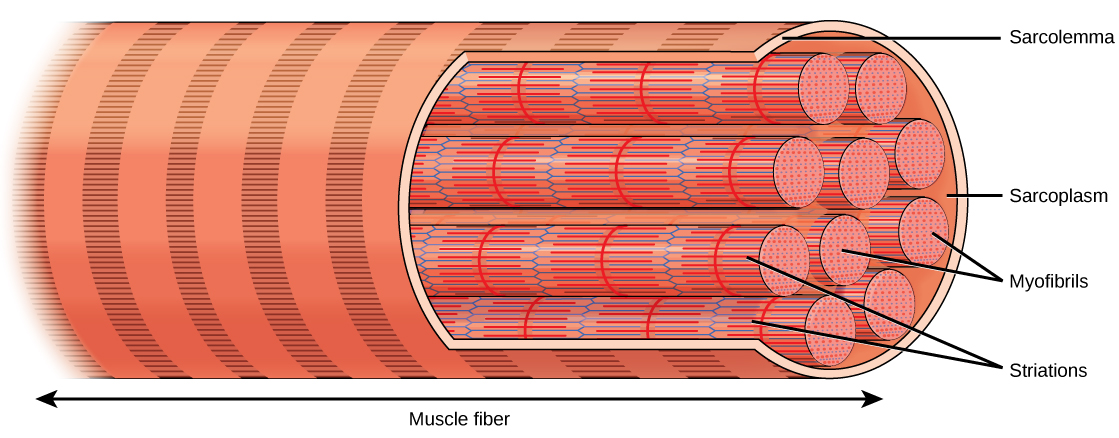
Sarcoplasme représenté avec une fibre musculaire

Le sarcoplasme est le cytoplasme d'une cellule musculaire.

## Description
Le sarcoplasme est un composant cellulaire  comparable au cytoplasme d'autres cellules, mais il contient des quantités inhabituellement grandes de glycogène (un polymère de glucose), de myoglobine, une protéine de couleur rouge nécessaire à la liaison des molécules d'oxygène qui diffusent dans les fibres musculaires, et de mitochondries,,. La concentration en ions calcium dans le sarcoplasme est également un élément particulier de la fibre musculaire ; c'est le moyen par lequel les contractions musculaires ont lieu et sont régulées,. Le sarcoplasme joue un rôle essentiel dans la contraction musculaire, car une augmentation de la concentration de Ca2+ dans le sarcoplasme déclenche le processus de glissement du filament. La diminution du Ca2+ dans le sarcoplasme arrête ensuite le glissement des filaments.[6] Le sarcoplasme contribue également au pH et à l'équilibre ionique dans les cellules musculaires.
Il contient principalement des myofibrilles (qui sont composées de sarcomères), mais son contenu est par ailleurs comparable à celui du cytoplasme d'autres cellules. Il possède un appareil de Golgi près du noyau, des mitochondries juste à l'intérieur de la membrane cellulaire (sarcolemme) et un réticulum endoplasmique lisse (spécialisé pour la fonction musculaire et appelé réticulum sarcoplasmique).
Si sarcoplasme et myoplasme, vus étymologiquement, peuvent sembler synonymes, ils ne le sont pas. Alors que le sarcoplasme est un type de cytoplasme, le myoplasme est la totalité de la partie contractile du tissu musculaire,,.